# Lyn Lemaire
Eleanor Lynette Lemaire, detta Lyn (Santa Monica, 6 luglio 1951), è un'ex triatleta e ciclista su strada statunitense.
Nel 1979 è stata la prima donna a completare l'Ironman Triathlon delle Hawaii, diventando la prima donna al mondo "Ironman" e, di default - essendo l'unica donna in gara - la prima donna vincitrice del campionato Ironman.
Ha, inoltre, conseguito il record femminile degli Stati Uniti per la prova ciclistica a cronometro da 25 miglia (40 km).

## Vita e formazione
Lyn Lemaire è nata a Santa Monica, in California, e ha studiato alla UCLA, dove si è laureata con gli onori (“Phi Beta Kappa”) in biochimica nel 1974.

## Carriera ciclistica
Dopo essere arrivata seconda nel 1975, ha vinto i campionati nazionali a cronometro su distanza 25 miglia (40 km) nel 1976, stabilendo un nuovo record di 1: 00:06,7.
Si è confermata campionessa l'anno seguente e si è classificata seconda nel 1978.
Ai campionati nazionali di atletica del 1976 svoltisi a Northbrook, Illinois, si è classificata al terzo posto nell'inseguimento individuale di 3000 m.

## Ironman
Lyn Lemaire ha preso parte alla seconda edizione dei Campionati del mondo Ironman delle Hawaii, che si è tenuta a gennaio 1979, in un periodo di piogge burrascose e nel mezzo di alcuni dei peggiori condizioni climatiche registrate per diversi anni ad Honolulu, tali da far ritirare prima della partenza 13 dei 28 partecipanti originari. Tra i restanti quindici partecipanti c'era Lemaire, unica donna in gara.
Durante la frazione ciclistica, Lyn si è ritrovata persino al secondo posto - a soli 10 minuti dal leader della corsa e dal vincitore finale, Tom Warren. Si è classificata 5ª assoluta con un tempo di 12:55:38.

## Dopo l'Ironman
Lyn Lemaire è entrata alla Harvard Law School nel settembre del 1979.
Nel 1984, con l'investimento di Norman Raben, ha fondato la rivista ‘’Ultrasport’’, diventandone capo-redattore.

## Titoli
- Ironman Hawaii - 1979
- Campiati statunitensi di ciclismo a cronometro (distanza 25 miglia/40 km) – 1976, 1977